# Invertebrats
| Medusa | Escanyapolls |
| Cuc    | Cargol       |

Els invertebrats són els animals que no tenen columna vertebral ni endoesquelet. Tots ells són ovípars, això vol dir que neixen d'ous. Alguns presenten diferents formes de protecció del seu cos; com ara closques o esquelets externs. Foren els primers animals que van aparèixer a la Terra.
És un terme encunyat per Jean-Baptiste Lamarck per a descriure qualsevol animal sense columna vertebral. Per tant, inclou tots els animals excepte els vertebrats (peixos, amfibis, aus, rèptils i mamífers).
Lamarck dividí els invertebrats en dos grups, els Insectes i els Vermes, però avui en dia estan classificats en més de 30 embrancaments, des d'organismes simples, com ara les esponges de mar, el cnidaris o els platihelmints, fins a animals molt complexos com els artròpodes o els mol·luscs.
Com que els invertebrats inclouen tots els animals excepte un grup determinat, els invertebrats formen un grup parafilètic, però tot i que no formen un grup natural (és a dir, monofilètic), «invertebrat» és encara un terme àmpliament usat. Algunes estimacions apunten a que les espècies d'animals invertebrats representen fins al 97% de les espècies animals. Així mateix, molts taxons d'invertebrats presenten una major diversitat que molts subfílums sencers de vertebrats.

## Etimologia
El terme «invertebrat» prové del llatí «vertebra», que signifca juntura o unió; sovint referint-se a la columna vertebral, mentre que el prefix «in-» expressa l'absència o la negació. Així, el terme «invertebrat» significa literalment mancat de columna.

## Rellevància taxonòmica
El terme «invertebrat» no sempre és precís entre els no biòlegs ja que no descriu amb precisió un tàxon de la mateixa manera que ho fan «Artropoda», «Vertebrata» o «Manidae». Cadascun d'aquests termes descriu un tàxon vàlid, ja sigui un filum, subfilum o família. «invertebrat» és un terme de conveniència, no un tàxon; té molt poca rellevància en termes de classificació, excepte dins del filum Chordata. Els vertebrats com a subfilum representen una petita proporció dels metazous, de manera que parlar del regne animal en termes de vertebrats i invertebrats té una utilitat limitada. En la taxonomia més formal dels animals, altres atributs que lògicament haurien de precedir la presència o absència de la columna vertebral en la construcció d'un cladograma inclouen, per exemple, la presència d'un notocordi. Això almenys circumscriuria els cordats. No obstant això, fins i tot el notocordi seria un criteri menys fonamental que els aspectes del desenvolupament embrionari, la simetria o el pla corporal. Tot i així, els «invertebrats» com a tàxon animal han persistit durant més d'un segle entre els no especialistes i, dins de la comunitat zoològica i en la seva literatura, segueix en ús com a terme de conveniència per a animals que no són vertebrats.

## Característiques
El tret comú a tots els invertebrats és l'absència de columna vertebral, fet que crea una distinció entre els invertebrats i els vertebrats. La distinció és només per conveniència; no es basa en cap tret biològic homòleg clar, de la mateixa manera que el tret comú de tenir ales no uneix funcionalment insectes, ratpenats i ocells; o que la manca d'ales tampoc uneix tortugues, cargols i esponges. Com a animals, els invertebrats són heteròtrofs i requereixen aliment en forma de consum d'altres organismes. Amb algunes excepcions, com ara els porífers, els invertebrats presenten, generalment, cossos formats per teixits diferenciats. També presenten típicament una cambra digestiva amb una o dues obertures cap a l'exterior.

### Morfologia i simetria
Els plans corporals de la majoria dels organismes pluricel·lulars mostren alguna forma de simetria, ja sigui radial, bilateral o esfèrica. No obstant això, una minoria no mostra cap mena de simetria. Un exemple d'invertebrats asimètrics són totes les espècies de gasteròpodes. Això es veu fàcilment en els caragols, tant terrestres com marins, els quals presenten closques helicoidals. Els llimacs, malgrat que semblen simètrics externament, el seu pneumostoma (forat respiratori) està situat al costat dret. Així mateix, altres gasteròpodes desenvolupen asimetria externa, com ara el Glaucus atlanticus, que desenvolupa cerates asimètriques a mesura que maduren. L'origen de l'asimetria dels gasteròpodes és, encara, objecte de debat científic.
Altres exemples d'asimetria es troben en els crancs violinistes i crancs ermitans, els quals, sovint, tenen una pinça molt més grossa que l'altra. Si un mascle perd la seva pinça de mida més grossa, en créixerà una altra al costat oposat després de la muda. Alguns animals sèssils com ara les esponges són asimètrics; altres exemples inclouen les colonies de coralls (excepte els pòlips individuals que mostren simetria radial); les pinces dels alfeids, alguns copèpodes, alguns membres de la classe Polyopisthocotylea i els monogenis paràsits.

#### Sistema nerviós
Les neurones dels invertebrats són diferents a les d'alguns grups de vertebrats com ara els mamífers. Les cèl·lules dels invertebrats es desprenen en resposta a estímuls similars als dels mamífers, com ara en els danys dels teixits, la temperatura alta o els canvis de pH. El primer invertebrat en el qual es va identificar una cèl·lula neuronal va ser la sangonera comuna (Hirudo medicinalis).
També s'ha descrit l'aprenentatge i la memòria mitjançant nociceptors en individus del gènere Aplysia; així mateix, les neurones dels mol·luscs poden detectar pressions creixents i el trauma tissular. En general, s'han identificat neurones en una àmplia gamma d'espècies d'invertebrats, incloent-hi anèl·lids, mol·luscs, nematodes i artròpodes.

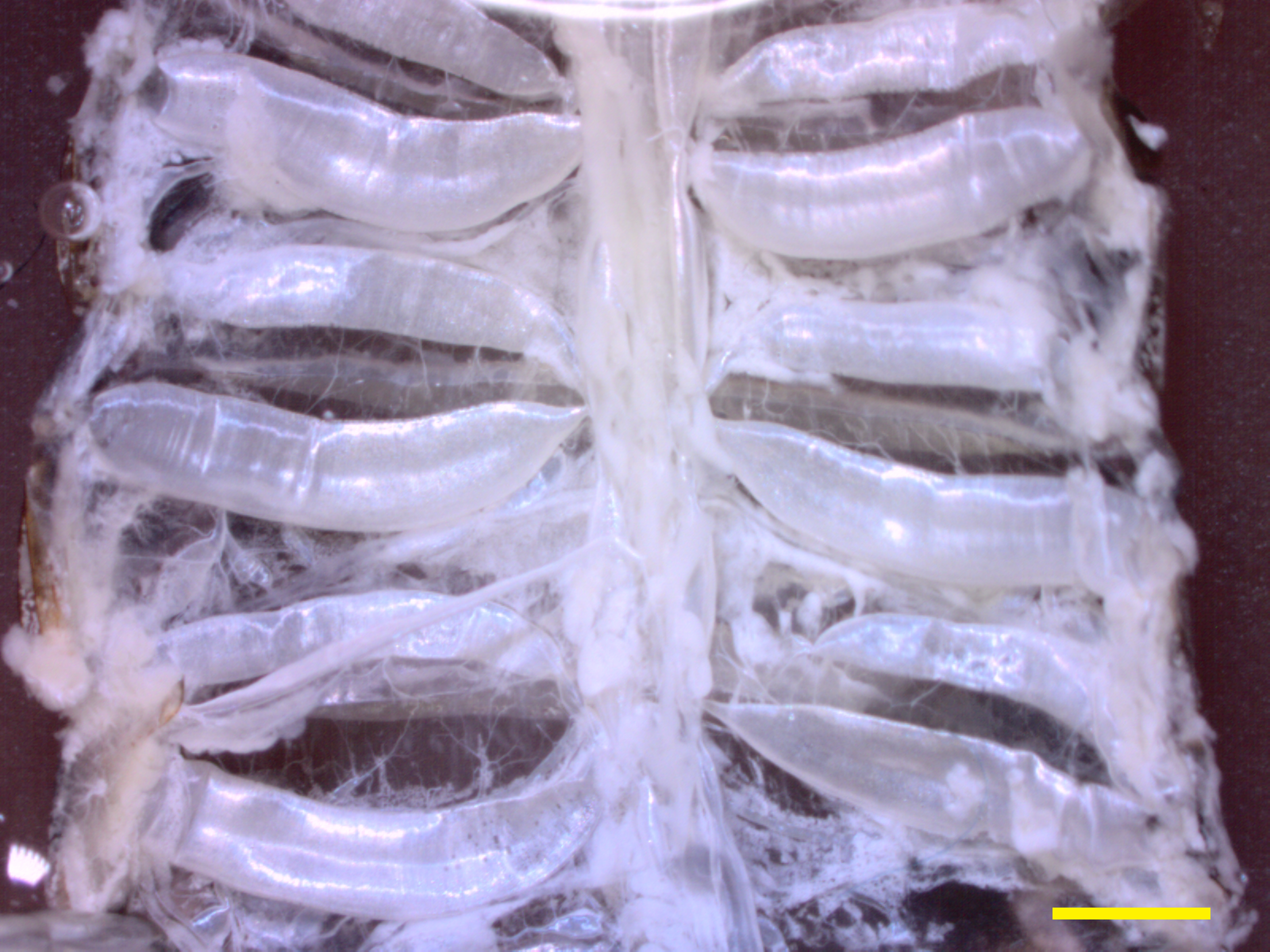
Sistema traqueal d'una panerola diseccionada. La tràquea creua el cos de l'insecte.

#### Sistema respiratori

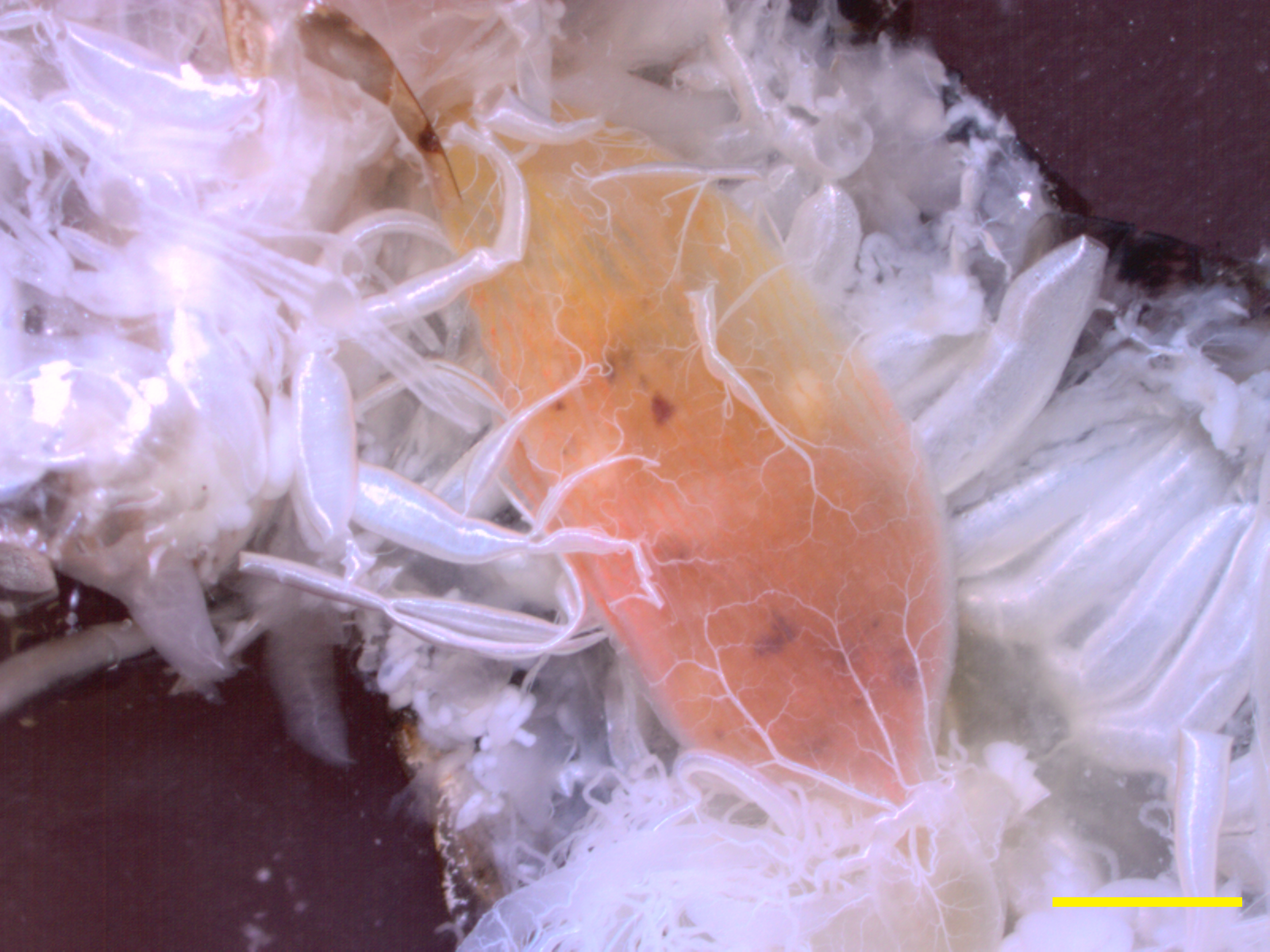
Brànquies del sistema traqueal en una panerola.

Un tipus de sistema respiratori dels invertebrats és de tipus obert tot format per espiracles, traquees i traqueòles que els artròpodes terrestres utilitzen per transportar els gasos metabòlics cap als teixits i des dels teixits. La distribució dels espiracles pot variar considerablement entre els diversos ordres d'insectes però, en general, cada segment del cos presenta només un parell d'espiracles, cadascun dels quals es connecta a un atri i té un tub traqueal relativament gran darrere seu. Les traquees són invaginacions de l'exoesquelet cuticular que es ramifiquen (anastomosen) arreu del cos amb diàmetres que van des dels pocs micròmetres fins als 0,8 mil·límetres. Els tubs més petits, les traqueòles, penetren a les cèl·lules i serveixen com a centres de difusió per a l'aigua, l'oxigen i el diòxid de carboni. El gas pot ser conduït a través del sistema respiratori mitjançant ventilació activa o la difusió passiva. A diferència dels vertebrats, els insectes generalment no transporten oxigen a la seva hemolimfa.
El tub traqueal pot contenir anells circumferencials com ara crestes de filaments quitinosos en diverses geometries com ara bucles o helicoides. Al cèfalon, al tòrax o a l'abdomen, les traquees també poden estar connectades a cambres d'aire. Molts insectes, com ara els saltamartins i les abelles, que bombejen activament les cambres d'aire al seu abdomen, poden controlar el flux d'aire a través del seu cos. En alguns insectes aquàtics, les traquees intercanvien gas a través de la paret corporal directament, en forma de brànquia, o funcionen de forma habitual, mitjançant un plastró. Tot i ser internes, les traquees dels artròpodes es muden durant la muda (ècdisi).

#### Audició
Només els animals vertebrats tenen orelles, encara que molts invertebrats detecten el so mitjançant altres tipus d'òrgans dels sentits. En els insectes, els òrgans del timpà s'utilitzen per a sentir sons llunyans. Es troben al cap o en un altre lloc, segons la família d'insectes. Els òrgans timpànics d'alguns insectes són extremadament sensibles, oferint una audició aguda més enllà de la que tenen la majoria dels altres animals. La femella d'Ormia ochracea té òrgans timpànics a cada costat del seu abdomen. Estan connectats per un fi pont d'exoesquelet i funcionen com un petit parell de timpans, però, com que estan connectats, proporcionen informació direccional aguda. La femella d'Ormia utilitza les seves "oïdes" per detectar la trucada dels grills, als quals parasita. Depenent d'on ve la cançó del grill, els òrgans auditius de la femella reverberaran a freqüències lleugerament diferents. Aquesta diferència pot ser tan petita com 50 mil milions de segon, però n'hi ha prou per permetre que la femella d'Ormia arribi directament sobre el grill i el parasiti.
Les estructures més senzilles permeten que altres artròpodes detectin sons de camp proper. Les aranyes i les paneroles, per exemple, tenen pèls a les potes que s'utilitzen per detectar so. Les erugues també poden tenir pèls al cos que perceben vibracions i els permeten respondre al so.

### Reproducció
Tal com passa en els vertebrats, la majoria dels invertebrats es reprodueixen, almenys parcialment, mitjançant la reproducció sexual; és a dir, produeixen cèl·lules reproductores especialitzades que passen per la meiosi per produir espermatozoides mòbils més petits o òvuls més grans i no mòbils. Aquestes cèl·lules es fusionen per tal de formar zigots, que es desenvolupen fins a constituir nous individus. Altres invertebrats són capaços de reproduir-se asexualment o, de vegades, utilitzen ambdós mètodes de reproducció.
La recerca extensa amb espècies d'invertebrats models com ara la Drosophila melanogaster i la Caenorhabditis elegans ha contribuït molt a la comprensió de la meiosi i la reproducció. No obstant això, més enllà dels pocs sistemes models, els mètodes de reproducció trobats en els invertebrats mostren una diversitat increïble. En un exemple extrem, s'estima que el 10% de les espècies d'àcars oribàtids han perdurat sense reproducció sexual i s'han reproduït de manera asexual durant més de 400 milions d'anys.

## Diversitat
Els invertebrats tenen una enorme diversitat, alguns dels més coneguts són:
Porífersés el grup de les esponges de mar, són dels animals més simples que existeixen, la majoria són marines i viuen a l'aigua fixades a les roques. Tenen el cos cobert de porus, per on entren l'aigua i les substàncies nutritives.
Cnidarisinclou fonamentalment les meduses, anemones i coralls. Tenen un cos tou amb tentacles que injecten substàncies irritants.
Platihelmintso cucs plans; són els bilateris més primitius; són vermiformes, no tenen cavitat corporal, ni aparells circulatori ni respiratori especialitzats, però sí un complicat aparell reproductor. Molts són paràsits, com la solitària.
Nematodessón vermiformes, el grup divers dels pseudocelomats. Es coneixen com a cucs cilíndrics o rodons. Se n'han descrit més de 28.000 espècies, de les quals més de 16.000 són paràsites, però s'ha estimat que el nombre total de nematodes podria ser de més de 500.000.
Anèl·lidssón vermiformes i reben aquest nom perquè, el seu cos tou i allargat, està format per nombrosos anells; l'exemple més conegut és el cuc de terra. No disposen de cap protecció. Viuen a l'aigua o en ambients humits. Es mouen mitjançant moviments d'estirament i contracció.
Artròpodestenen potes articulades, per això reben aquest nom. Tenen el cos cobert de quitina, una substància dura però lleugera que els fa d'esquelet extern. Es classifiquen en quatre grups:
- Insectes (6 potes i 2 parells d'ales membranoses (excepte les mosques -un parell- i les formigues -cap-); papallones, mosques, coleòpters)
- Crustacis (10 potes, gairebé tots viuen al mar; llagostes, crancs, peus de cabra i gambes)
- Aràcnids (8 potes, no tenen antenes, són terrestres i carnívors; aranyes, paparres i escorpins)
- Miriàpodes (moltes potes, viuen al sòl dels boscos humits; centpeus, milpeus)

Mol·luscsel seu cos és tou i molts presenten closques com a elements de protecció. La gran majoria viuen en medis aquàtics, tot i que n'hi ha de terrestres com ara el cargol i el llimac. N'hi ha de tres tipus:
- Gastròpodes (la closca els serveix d'amagatall, un peu per arrossegar-se; cargols de mar, cargols de terra, llimacs)
- Bivalves (tenen dues valves, o closques, articulades que tanquen en cas de perill; musclos, cloïsses, ostres, escopinyes)
- Cefalòpodes (tenen una closca sota la pell, tenen tentacles amb ventoses al voltant de la boca; sípies, calamars, pops)

Equinodermspresenten un esquelet extern format per plaques articulades. El seu cos té una simetria radial. Els dos grups principals són les estrelles de mar i els eriçons de mar.

## Galeria
- Porífer
- Cnidari
- Platihelmint
- Nematode
- Anèl·lid
- Artròpodes
- Mol·lusc
- Equinoderm